# Ранн-на-Ферште

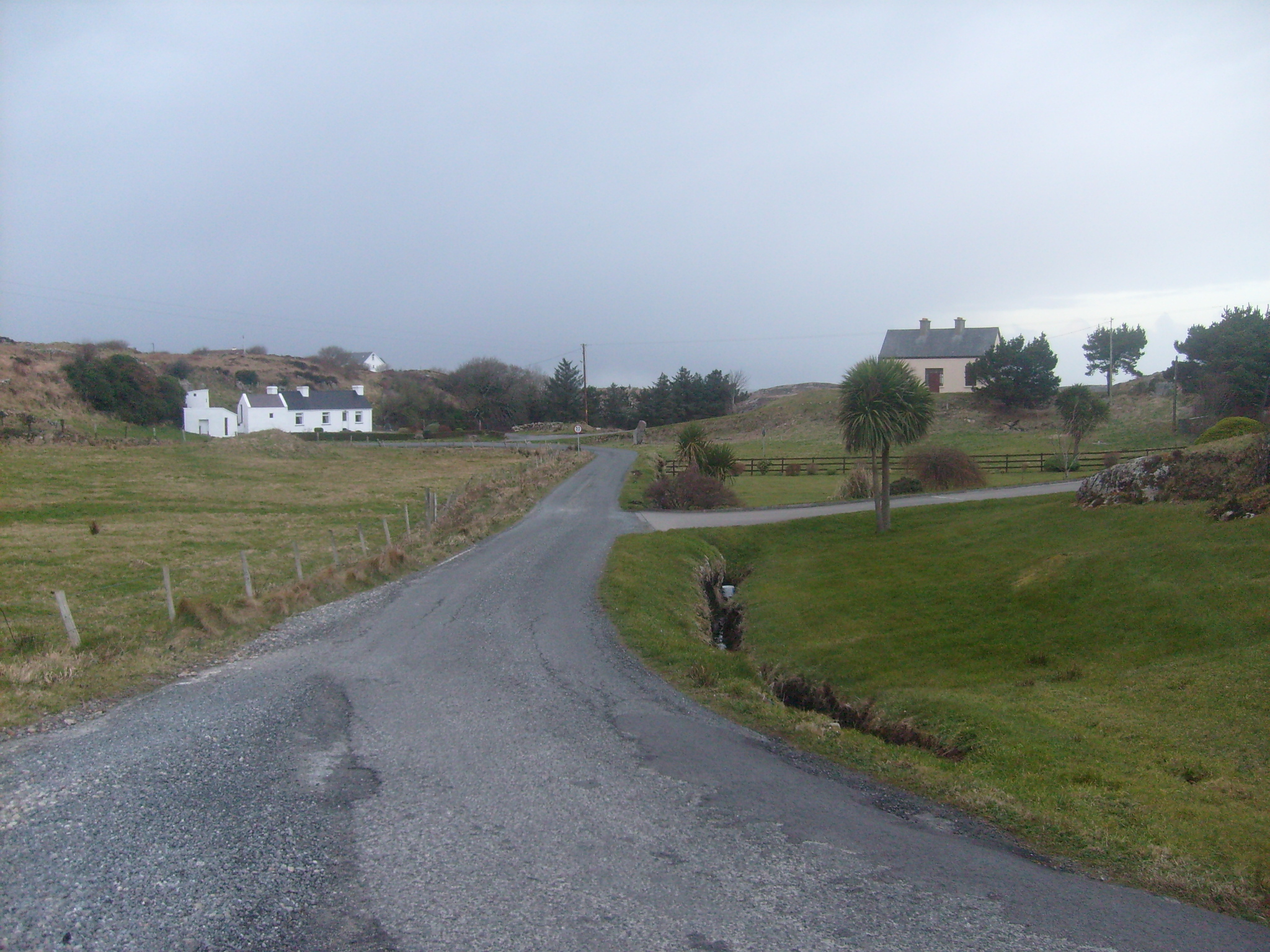

Ранн-на-Ферште  (Риннафарсет, Ранафаст; англ. Ranafast, также Rinnafarset, Rannafast; ирл. Rann na Feirste) — деревня в Ирландии, находится в графстве Донегол (провинция Ольстер).

## Демография
Население — 319 человек (по переписи 2006 года). В 2002 году население было 279 человек.
Данные переписи 2006 года:
| Общие демографические показатели |               |                               |                               |      |      |
| Всё население                    | Всё население | Изменения населения 2002—2006 | Изменения населения 2002—2006 | 2006 | 2006 |
| 2002                             | 2006          | чел.                          | %                             | муж. | жен. |
| 279                              | 319           | 40                            | 14,3                          | 167  | 152  |